# Comité Olímpico y Deportivo Rumano
El Comité Olímpico y Deportivo Rumano es el Comité Nacional Olímpico de Rumania, fundado en 1914 y reconocido por el COI ese mismo año.